# Кари (спътник)
Вижте пояснителната страница за други значения на Кари.
Кари или Сатурн XLV (условно означение S/2006 S 2) е естествен спътник на Сатурн. Откритието му е обявено от Скот Шепърд, Дейвид Джуит, Ян Клайн и Брайън Марсдън на 26 юни 2006 от наблюдения направени между 1 януари и април 2006. Кари е в диаметър около 7 км и орбитира около Сатурн на средна дистанция 22,305.1 млн. мили за 1243.71 дни, при инклинация 148.4° към еклиптиката в ретроградно направление с ексцентрицитет 0.3405.
Наименована е през април 2007 г. на Кари, син на Форнджот, олицетворяващ вятъра в Норвежката митология.